# Luacano
Luacano é uma cidade e município da província do Moxico Leste, em Angola.
O município tem 13 573 km² e cerca de 20 mil habitantes. É limitado a norte pelos municípios de Muconda, Cassai Sul e Luau, a leste e sul pelo município do Lago-Dilolo, e a oeste pelo município de Cameia.
O município é constituído apenas pela comuna-sede, correspondente à cidade de Luacano.
Anteriormente um município da província de Moxico, em 5 de setembro de 2024 foi transferido para a jurisdição da nova província de Moxico Leste.